# Jamie Spencer-Churchill, 12. hertug af Marlborough
Charles James Spencer-Churchill, 12. hertug af Marlborough (født 24. november 1955), almindeligt kendt som Jamie Blandford, er den nuværende hertug af Marlborough.

## Slægtninge
Jamie Spencer-Churchill er den ældste overlevende søn af John Spencer-Churchill, 11. hertug af Marlborough (1926–2014) og dennes første hustru Susan Mary Hornby (1929–2005). 
Som medlem af  Spencer-familien er han en fjern slægtning til sir Winston Churchill (1874–1965), der var britisk premierminister under 2. verdenskrig. Jamie Spencer-Churchill er også en fjern slægtning til Diana, prinsesse af Wales (1961 – 1997).
Jamie Spencer-Churchills stedmor Athina Livanos (1929–1974) havde været gift med Aristoteles Onassis (1906–1975). Gennem sin stedmor er han stedbroder til Christina Onassis (1950–1988). 

## Arveløs
I 1994 erklærede Jamie Spencer-Churchills far ham for personligt arveløs. Senere blev forholdet mellem far og søn bedre. Det var dog usikkert, hvem der skulle overtage forvaltningen af Blenheim Palace og familiens øvrige ejendom, da faderen døde i oktober 2014.
På trods af sin arveløshed blev Jamie Spencer-Churchill titulær hertug, da faderen døde i 2014. 

## Titler
- Jarl af Sunderland (1955–72)
- Markis af Blandford (1972–2014)
- Hans nåde Hertugen af Marlborough (2014-nu)